# Xã Point, Quận Woodruff, Arkansas
Xã Point (tiếng Anh: Point Township) là một xã thuộc quận Woodruff, tiểu bang Arkansas, Hoa Kỳ. Năm 2010, dân số của xã này là 73 người.